# 新穂城
新穂城（にいぼじょう）は、佐渡国賀茂郡新穂、のちの新潟県加茂郡下新穂村（現・新潟県佐渡市下新穂字郷内）にあった日本の城（平城）。1973年（昭和48年）3月29日、新潟県指定史跡に指定された。

## 概要
新穂川と大野川の下流域沖積地帯にいくつかの単郭単濠の館跡が分布している。新穂城は一辺約100メートルの正方形で、館を取り巻いていた土塁の大部分は失われているが、幅20～25メートルの水堀が現在も周囲を取り巻いている。また水堀の内側は「城の内」と呼ばれ、周囲には「表」「横町」「中道」等、城郭に関わる地名が残されている。賀茂本間氏は長尾為景・上杉謙信とは良好な関係だったが、1589年（天正17年）、佐渡を直轄化しようとする上杉景勝の侵攻により新穂城も陥落し、廃城した。

## 遺構・復元建造物
- 曲輪
- 横堀
- 「新潟県文化財 新穂城跡」石碑と案内板[8]。

### 周辺史跡・関連城郭など
- 大野城 - 戦国期の大野殿、本間十郎高納の居館ではないかと思われる[9]。
- 青木城 - 県史跡。佐渡百選の60番。

## 交通
- 両津港より県道65号線経由で約10分
- 新穂の市街地にある日吉神社前交差点より県道237号線を西へ約800メートル進んだ北側にある。
  - 駐車場はないが、城跡の南西隅に路肩が広くなった場所があり駐車は可能。